# Luci Corneli Sul·la
|  | «Sul·la» redirigeix aquí. Vegeu-ne altres significats a «Sul·la (desambiguació)». |

Luci Corneli Sul·la Fèlix (en llatí: Lucius Cornelius Sulla, 138 aC - 78 aC) va ser un polític i general romà, cònsol l'any 88 aC i 80 aC i cap del partit dels optimats. Reformà amb profunditat l'estructura de l'estat romà i feu diversos canvis legislatius importants. L'any 88 aC es va presentar al consolat per primera vegada, que va obtenir, per un cantó gràcies als seus mèrits militars, i per altre, sembla, gràcies al suport aconseguit, després del seu quart matrimoni amb Cecília Metela, emparentant amb una de les més importants famílies de Roma, els Cecilis Metels. El govern autocràtic de Sul·la com a dictador va significar la distribució de terres entre els veterans, l'enfortiment del Senat com a institució rectora de la vida política a Roma i el debilitament del tribunat de la plebs, que fou privat de tot contingut legislatiu i coercitiu.

## Família
Luci Corneli Sul·la era membre de la baixa aristocràcia, i com a tal, es va adscriure al bàndol dels optimates. La seva joventut, segons el relat de Plutarc, va transcórrer de manera dissoluta, sense prendre atenció a les armes o les lleis. Es rumorejava que fou mantingut per una prostituta grega fins al seu nomenament com a qüestor a l'exèrcit de Numídia que posà fi a la guerra de Jugurta. De família patrícia, encara que empobrida, es creu, per referència de Plutarc, que va emparentar per matrimoni, amb la família Júlia, al mateix temps que el seu futur rival Gai Mari (aquesta tesi la sosté la novel·lista Colleen McCullough al primer volum de la seva sèrie de novel·les històriques, El primer home de Roma i el novel·lista Martin Gendler a la seva trilogia sobre Roma).
Cèlia (Caelia) fou la tercera muller del dictador romà Sul·la. El dictador la va repudiar a causa del fet que era estèril (Plutarc, Sulla, 6).

## Primers càrrecs i missions

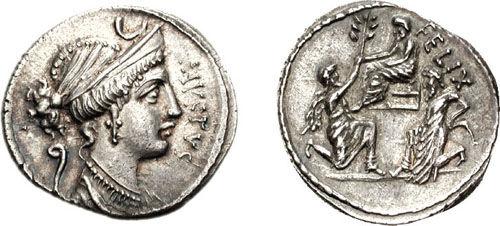
Moneda en què es representa Jugurta sotmetent-se a Sul·la.

Va militar inicialment com a qüestor a les ordres de Gai Mari a Numídia, apressant l'any 105 aC el rei Jugurta gràcies a una hàbil maniobra diplomàtica en què convencé Boccus I, rei de Mauritània; i va participar en la contenció de la invasió dels germànics, procedents del nord d'Europa, entre els anys 104 aC i 101 aC. La seva carrera política i militar es va enfosquir a la dècada del 90 aC, tot i la pretura que va ostentar al voltant de l'any 94 aC i d'un govern provincial a Cilícia (actual Anatòlia). En aquesta província entrà en contacte per primera vegada amb el rei Mitridates VI Eupator del regne del Pont i va negociar un tractat d'amistat amb el regne dels parts.
Durant la Guerra Social, el conflicte que esclatà l'any 91 aC entre Roma i els seus aliats itàlics, Sul·la va servir al front samnita, sota el comandament del cònsol Luci Juli Cèsar. L'any 89 aC aconseguí una decisiva victòria militar davant els murs de Pompeia, fet que el va dur a aconseguir una corona d'herba per part dels seus centurions, màxima condecoració militar romana, i l'accés al consolat.

## Primer consolat
El seu consolat, l'any 88 aC, es va veure alterat per la lluita amb Mari i l'esclat de la guerra contra Mitridates VI Eupator del Pont.
Es van aprovar a Roma lleis relatives als deutes dels senadors (els senadors amb grans deutes van quedar exclosos del Senat), a l'anul·lació de veredictes emesos per certs jurats i sobretot a la reorganització dels nous ciutadans en les tribus i el vot per als emancipats, normalment proletaris, però al seu torn clients dels grans. Aquest conjunt de lleis anomenades Sulpicianes (pel tribú de la plebs que les va proposar, Publi Sulpici Ruf, van trobar l'oposició del Senat, del qual Luci Corneli Sul·la era el líder. Però les lleis van ser votades i per prevenir un intent de reacció, el comandament de les tropes que havia de marxar a Àsia (a la guerra contra Mitridates) li va ser arrabassat a Sul·la i lliurat il·legalment a Gai Mari, l'antic líder popular. Però Sul·la es va rebel·lar i va prendre Roma amb les seves legions. Mari va fugir a Numídia.
Sul·la promulgà una sèrie de lleis cornèlies que enfortien el poder del Senat i dificultaven la sobirania legislativa de l'assemblea popular.
Finalment Sul·la va accedir a deixar el poder als cònsols Gneu Octavi i Luci Corneli Cinna, amb el compromís de respectar les lleis, i marxar a la guerra contra Mitridates.

## La campanya contra Mitridates
Sul·la va partir cap a orient el 87 aC. Però Mari, gràcies al suport de cònsol Cinna, que va estar il·legalment destituït, va tornar des de Numídia, va assumir el comandament d'algunes tropes sublevades i va assetjar Roma, on era el cònsol Gneu Octavi, lleial al Senat.
El Senat va acordar concedir la ciutadania a totes les ciutats italianes compromeses en la rebel·lió; però els samnites i Nola, que seguien rebels, van presentar majors exigències, que el Senat va rebutjar. Cinna i Mari van acceptar aquests exigències i es van aliar a les ciutats rebels; a més van prometre la llibertat als esclaus que s'allistessin al seu bàndol, i molts esclaus van engrandir les seves files. El Senat va haver de rendir-se i Mari, Cinna i Sertori (lloctinent de Mari) van entrar a Roma. Es va procedir a una matança sistemàtica d'aristòcrates als quals es van confiscar els béns (la matança es va estendre després a tot Itàlia). Sul·la va ser declarat fora de la llei.
Mari va morir el 86 aC essent cònsol i Sertori es va desfer dels seus seguidors personals, bàsicament esclaus, que van ser els qui van perpetrar les matances. Cinna va assumir el consolat (que va exercir durant quatre anys) i va restablir les Lleis Sulpicianes i probablement es van abolir les Lleis Cornelianes. També es van suprimir les restriccions a l'annona i es van reduir els deutes a un quart del deute real (aquesta llei va privar a Cinna del suport dels cavallers).

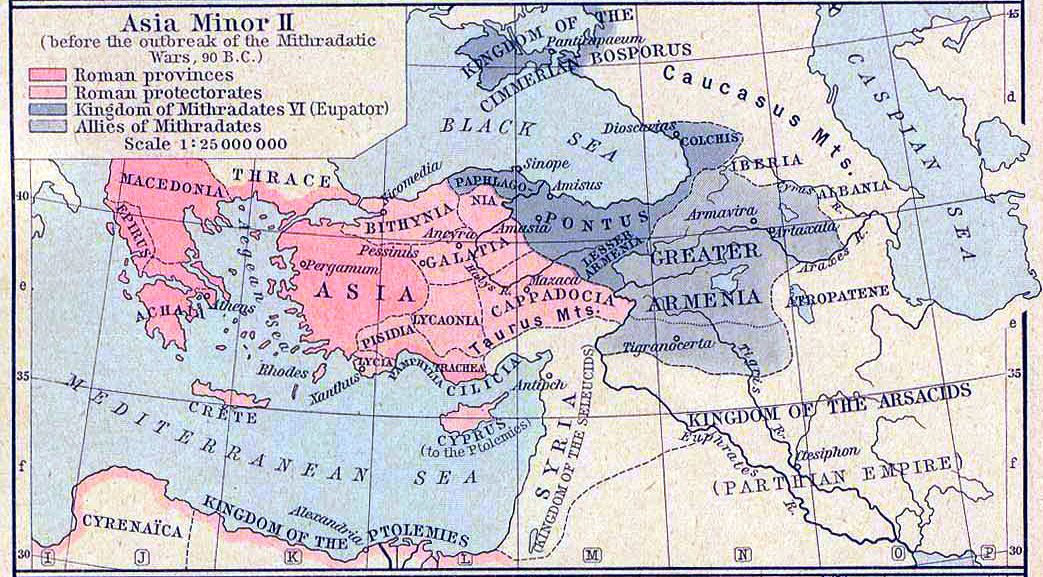
Les fronteres d'Àsia Menor després de la primera guerra mitridàtica.

Les províncies d'Hispània Citerior, Hispània Ulterior, Gàl·lia Transalpina, Gàl·lia Cisalpina, Sicília i Sardenya-Còrsega, eren favorables a Cinna. Àfrica, que primer es decantà pels optimates, va acabar passant també al bàndol de Cinna. Sul·la i els optimates dominaven Macedònia, mentre la resta d'Àsia estava en poder, directament o indirectament, de Mitridates.
Entre els anys 87 aC i 83 aC Sul·la va lluitar contra els exèrcits de Mitridates a Grècia va prendre Atenes, que s'havia passat al bàndol pòntic, l'any 86, i va derrotar els exèrcits enemics en dues batalles, a Queronea i Orcomen. Tot i que el seu enemic Gai Flavi Fímbria envià contra ell un exèrcit romà, els soldats no van voler combatre contra romans i Fímbria es va suïcidar. Sul·la forçà a Mitridates el Tractat de Dardanos, dedicant-se després a la reestructuració de les províncies de Grècia i Àsia.

## El retorn a Roma
Quan Sul·la va decidir de tornar amb les seves legions (després de fer la pau amb Mitrídates), Cinna va intentar combatre'l, però va morir en un motí (84 aC) i Sul·la va desembarcar (83 aC) afegint-se-li Gneu Pompeu, fill de Gneu Pompeu Estrabó, il·lustre militar, que gràcies a la seva clientela al Picè (on era un gran propietari) va col·locar a tota la regió al costat de Sul·la.
Els cònsols governants a Roma el 82 aC, Carbó i Gai Mari el jove, fill de Gai Mari, eren homes poc hàbils. Quan Roma va quedar perduda, abans d'evacuar-la, el segon va ordenar (com abans ho havia fet el seu pare) la matança de tots els oligarques que quedessin i de qualsevol que pogués pertànyer al partit aristocràtic o dels optimats.
A la batalla de Porta Collina (82 aC), Sul·la va derrotar una coalició de romans i itàlics, posant fi a la guerra i iniciant una política repressiva que es basà en les proscripcions, un sistema legalitzat per l'assemblea popular, per la que s'executava sumàriament a tot romà o itàlic que s'hagués alçat contra ell o els seus partidaris. Desenes de senadors i centenars de cavallers foren assassinats impunement o exiliats com P. Túlius Albinòvanus. Els seus assassins reberen una compensació a costa de l'Estat, al mateix temps que aquest confiscava les propietats dels proscrits i les subhastava a baix preu, omplint les arques de l'erari públic.
Sul·la havia triomfat i Gai Mari va resultar mort, però Hispània Citerior, Hispània Ulterior, Àfrica i Sicília es van mantenir fidels al partit popular. Les dues últimes van ser aviat sotmeses per Pompeu, que va ser anomenat Felix (Afortunat) i Magnus (Gran).
El triomf de Sul·la va suposar una victòria per a l'aristocràcia, però un descens del poder del Senat com a institució. Quaranta senadors que van negociar amb Cinna i mil sis-cents cavallers, van ser proscrits.

## La nova constitució

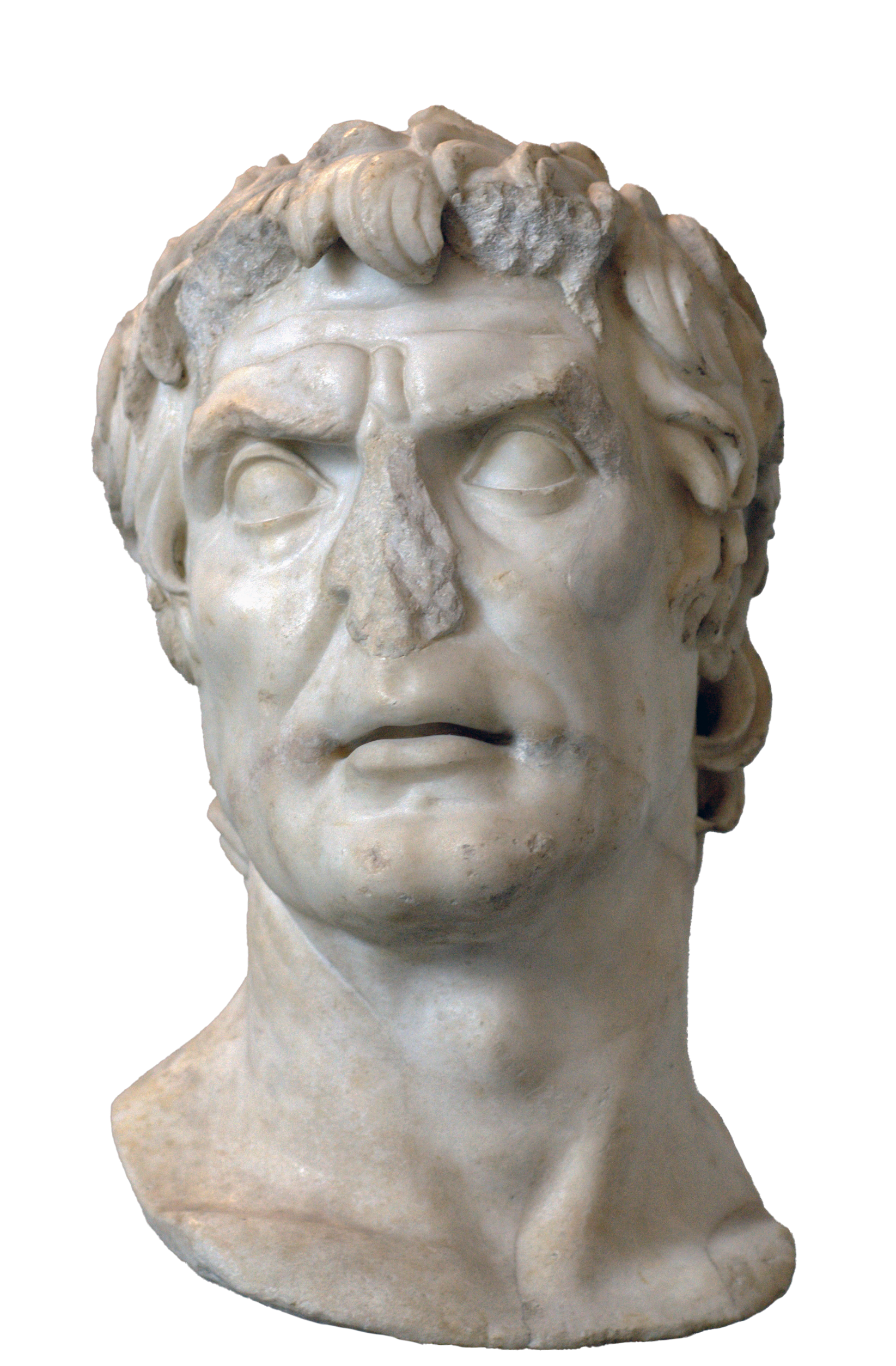
Suposat bust de Sul·la de l'època d'August a la Gliptoteca de Múnic.

Sul·la va assumir poders suprems (com procònsol solament tenia poders militars), amb anuència del Senat i per temps indefinit (82 aC). Encara que feia decennis que el càrrec de Dictador no s'usava (des de la Segona Guerra Púnica), Sul·la es va titular dictador, encara que les seves funcions tenien més semblances amb les dels decenvirs de l'època de les dotze taules, i fins i tot més amb les de l'antiga monarquia. Amb el càrrec, per temps indefinit, va poder promulgar lleis (constituendae rei publicae et scribundis legibus), i tingué dret de vida o mort sobre tots els ciutadans i amb un poder absolut.

## Retirada de la vida publica i mort
Probablement deposà els seus poders dictatorials l'any 81 aC, car l'any següent fou elegit cònsol per segona vegada. Després de les eleccions dels cònsols, Sul·la es va retirar tranquil·lament de la vida pública l'any 79 aC, després de casar-se amb Valèria, de 25 anys i es va instal·lar en una vila a la Campània on morí l'any 78 aC. La seva obra es va enfonsar ràpidament.

## Mesures polítiques de Sul·la
Es va començar per condemnar a diversos líders populars. Els seus béns van ser confiscats (van ser declarats botí de guerra). Els seus descendents van ser exclosos dels càrrecs públics i de la carrera política (cursus honorum) encara que si pertanyien a l'orde senatorial conservaven les càrregues inherents al seu ordre (quaranta senadors van ser condemnats i també mil sis-cents cavallers (anteriorment, Gai Mari havia donat mort a uns cinquanta senadors i uns mil cavallers).
Hom creu que els condemnats a mort per ordre de Sul·la van ser uns quatre mil set-cents, a tots els quals es van confiscar els seus béns, i els van treure a subhasta. Sul·la i alguns dels seus lliberts i oficials van participar en les licitacions (un llibert de Sul·la va comprar una finca d'un valor de sis milions de sestercis per tan sols dos mil sestercis).
Totes les lleis establertes per Cinna i els seus successors van ser suprimides, llevat de la que concedia la ciutadania als italians. Als emancipats se'ls va retirar el dret de vot. Les ciutats van ser classificades en quatre classes:
- Les favorables a Sul·la, que van obtenir algunes franquícies i concessions.
- Les menys culpables, que només van haver de pagar multes.
- Les culpables, de les quals es van destruir els murs i van ser arrasades.
- Els pobles tenaços, dels que el territori va ser confiscat totalment o parcialment i els seus habitants van perdre el dret de ciutadania, substituït pel dret llatí menor sense ciutat.

Així doncs, en virtut de la Cornelia agraria Nàpols va perdre l'illa d'Ischia (anomenada llavors Enària o Aenariae); la colònia de Càpua va ser suprimida; els territoris de Praeneste i Norba, al Latium, i Spoleto, a l'Úmbria, van ser confiscats; Sulmona, ciutat dels pelignes, va ser arrasada; tot el Samni va ser arrasat, devastat i despoblat, i totes les ciutats samnites destruïdes, incloent la colònia de Esèrnia; Brutium i Lucània van patir una sort semblant al Samni; les principals ciutats d'Etrúria foren confiscades (Florència, Faesulae, Arretium, Volterra…).

### Les colònies militars i els esclaus
Els territoris confiscats van ser parcel·lats per als soldats veterans de l'exèrcit de Sul·la, o cedits a temples, o en règim d'ocupació per a alguns oficials de Sul·la. Els soldats establerts van formar una espècie de guarnició permanent addicta al dictador, i separada de l'antiga població de la ciutat on s'establien (d'on es va anomenar aquests establiments "colònies militars"). Sul·la va manumetre a deu mil joves esclaus, la llibertat dels quals depenia de què Sul·la seguís en el poder, i que van formar la seva guàrdia personal.

### Sul·la contra els cavallers
El dictador va prendre altres mesures: va suprimir l'arrendament de la recaptació d'impostos a Àsia (en mans de Publicani Equites); va suprimir els tribunals de l'ordre eqüestre o de cavallers, tornant-los als senadors; va treure als cavallers alguns honors simbòlics, que van tornar també al senat. L'orde eqüestre va quedar amb el poder molt minvat.

### El Senat i la qüestura
El Senat Romà va augmentar el seu nombre a sis-cents. Per cobrir les vacants de Senadors va caldre elegir prop de tres-cents nous senadors, que es van elegir en el Comicis tribunats, però solament entre els censataris equites; els designats van ser gent de família senatorial, cavallers rics i oficials de l'exèrcit de Sul·la. Les condicions per accedir al Senat es van modificar: abans les determinava el censor o l'ocupació prèvia de càrrecs curuls (consolat, pretura, edilitat curul); Sul·la va suprimir la designació pel censor i l'accés dels edils curuls, i en el seu lloc van entrar al senat els que havien estat qüestors, sent elevat el nombre de qüestors de Roma des de vuit fins a vint mitjançant la llei Cornelia de questoribus. A més un senador no podria ser remogut del seu càrrec (si bé, de fet, la remoció d'un senador havia caigut en desús, però no s'havia suprimit oficialment). L'accés dels qüestors al Senat va permetre elevar el nombre de senadors, potser fins als sis-cents legalment establerts (de fet, encara que s'havia establert el nombre de senadors en sis-cents, mai no havien superat els tres centenars).
El Senat va rebre nombroses prerrogatives de Sul·la. Per exemple, van passar al Senat els jurats de cavallers, el nomenament dels caps militars, l'aprovació de les lleis que presentessin els tribuns, la distribució de cònsols, procònsols i propretors i la delimitació de les seves funcions i la creació d'instàncies judicials, entre d'altres.

### Regulació delcursus honorum
També es va regular l'edat per a l'exercici de les magistratures, i l'ordre del seu exercici: la primera seria la qüestura; la segona la pretura; i la tercera el consolat. La magistratura dels edils curuls va quedar fora del cursus honorum. Per ser reelegit per a una magistratura havien de transcórrer certs terminis: entre dues magistratures desiguals havien de transcórrer dos anys i entre dos d'iguals deu anys (aquesta última mesura ja estava en vigor però en el seu primer mandat Sul·la havia prohibit la reelecció dels cònsols).
L'edat per exercir les magistratures era: 29 anys per ser qüestor; 39 anys per ser pretor; 42 anys per ser cònsol. La reelecció dels cònsols sol era possible una vegada (amb l'interval de deu anys)

### Tribuns del poble
Als tribuns se'ls va prohibir sotmetre a votació lleis sense aprovació del Senat. El tribú no podia aspirar a cap altre càrrec (magistratura). Es va mantenir el dret de vet dels tribuns però sol per a la defensa de ciutadans individuals sense poder oposar-se a les lleis o a l'autoritat de magistrats que actuessin dins de les seves atribucions legals. No podien presentar lleis sense l'autorització del Senat.

### Cònsols, procònsols, pretors i propretors
Sul·la va atribuir als cònsols totes les facultats administratives no reservades a altres magistrats. A les províncies (Sicília, Sardenya-Còrsega, Citerior i Ulterior) el cònsol tenia atribucions militars en casos excepcionals, mentre que l'administració judicial corresponia als procònsols o pretors provincials (anomenats sovint propretors), que no obstant exercien sovint el comandament militar per delegació dels cònsols.
Amb la llei Cornelia de provinciarum magistratibus s'establí que quan els cònsols o els pretors arribessin al final de les seves funcions seguirien en el seu càrrec fins a l'arribada del relleu, sent llavors el seu càrrec designat oficialment com procònsol i propretor, respectivament. Corresponia al Senat sortejar les províncies existents entre els pretors provincials i determinar amb exactitud les funcions extrajudicials que podien desenvolupar els cònsols. Podia donar també a un dels cònsols un comandament de més importància fora d'Itàlia.
Els magistrats es repartien a sorts (o de mutu acord) les províncies. A les ja existents es van afegir Macedònia, Àsia, Àfrica, Gàl·lia Narbonense, Gàl·lia Cisalpina i Cilícia.
Com els càrrecs a cobrir eren més que les magistratures previstes, s'acudia sovint a la prorroga mitjançant un senatus consultum, el que va portar que de fet fora el Senat i no les assemblees els qui designessin a aquests magistrats provincials, recaient sovint en els càrrecs sortints.
Amb Sul·la es va fer norma l'existència dels cònsols i pretors, i de procònsols i propretors en acabar el seu període legal. Al primer any els dos cònsols i els pretors (que abans eren sis i havien augmentat a vuit) governaven i administraven i impartien justícia civil i criminal. El segon any, com procònsols i propretors, és a dir amb el càrrec prorrogat, anaven a encarregar-se del comandament a les províncies. Les funcions militars era reservades a qui tenia el comandament prorrogat i solament al Senat corresponia posar fi a la prorroga.

### La censura
La censura va passar de ser la magistratura més important a quedar buida de contingut. Va perdre la designació dels senadors, i, en no efectuar-se ja el reclutament per llistes censatàries, les funcions del censor van passar a tenir un caràcter administratiu secundari i ja no es van elegir censors. Davant la falta de censors elegits l'administració de les rendes corrents va passar al consolat. En les ciutats italianes les funcions dels censors van passar als duumvirs, que probablement ja devien exercir-les (quan existien).
Temporalment, Sul·la va exercir les funcions censorials encara que no va adoptar el títol de censor, que segurament va restar vacant.

### Els Col·legis sacerdotals
La composició numèrica dels Col·legis va ser elevada: els pontífexs van passar de 8 a 15, els àugurs de 9 a 15, els guardes dels oracles sibil·lins de 10 a 15 (Decemviri sacrorum; Quinque decemviri sacrorum) i els triumvirs dels banquets sagrats (epulons) de 3 a 7 (Septiviri Epulonum).

### Justícia
Va seguir existint el dret d'apel·lació al poble (Ius provocatio), però a banda d'això la jurisdicció romana tenia els següents cursos:
- Jurisdicció ordinària (Ordo judiciorum) per a casos civils i criminals, llevat dels relatius a accions contra l'Estat. Els pretors romans instruïen el procés i un jutge jurat (Iudex) decidia.
- Procediment extraordinari, que se seguia en certes causes civils i criminals més importants, en les quals en lloc de decidir el Iudex decidia un jurat. Presidia el judici el pretor (en casos d'assassinats i enverinaments la presidència corresponia a edils). Aquest procediment era utilitzat per les comissions especials temporals i permanents per als casos de concussió (Repetundarum) a l'administració provincial, assassinat (De sicariis) i enverinament (Veneficiis) i probablement corrupció d'àmbit electoral i altres crims.
- El Tribunal dels 105 o dels Centuvirs (Centumviralia Judicia) que instruïa processos en què jugava la propietat (actiones in rem o reivindicationes). Se li deia el tribunal de la llança (Asta Centum vix ales) per la llança clavada davant els jutges. S'elegien tres jutges per cadascuna de les trenta-cinc tribus.

## Lleis Cornelianes
Un altre conjunt de lleis, conegudes com a Lleis Cornelianes, foren aprovades l'any 88 aC:
- Es va fixar el límit màxim d'interès anual en el deu per cent, que nominalment ja estava en vigor.
- Es van crear noves colònies.
- Es van crear tres-cents nous senadors aristocràtics.
- Es van reformar el Comicis Centuriats assignant a la primera classe prop de la meitat dels vots com van tenir antigament.
- Es va establir una riquesa mínima prefixada per als que exercissin certes magistratures (concretament per a cònsols, censors i pretors).
- Es va restringir la iniciativa legislativa del Comicis Tribunats (tota moció o rogatio havia de ser aprovada pel Senat amb caràcter previ a la seva votació).

### Altres mesures
Sul·la va dotar del dret de ciutat a les ciutats de les Hispànies i a les dels gals dels Alps. La cooptació per a l'accés als càrrecs sacerdotals va ser restablerta. El nomenament dels caps militars va ser atribuït al Senat.
Sul·la va crear comissions especials (a banda de les ja existents per als casos de concussió, assassinat i enverinament) entre d'altres per a:
- Incendi voluntari.
- Fals testimoni.
- Alta traïció.
- Crim contra la dignitat dels ciutadans romans.
- Adulteri i engany greu.
- Falsificació de testament.
- Falsificació de moneda.
- Injúries greus (especialment cops i ferides).
- Violació de domicili.
- Malversació de fons públics.
- Usura.

Es va reservar per al Senat crear noves instàncies. Els jurats, que abans eren cavallers, van passar a ser competència del Senat, i els cavallers sol van conservar el dret a ser elegits per al Tribunal dels 105. De fet al Iudex se li van deixar sol les causes civils i els altres delictes criminals van passar als jurats. La pena de mort per delictes polítics va quedar suprimida de facto.

### El luxe
Sul·la va dictar diverses normes per combatre els luxes exagerats en banquets, funerals i altres aspectes de la vida, que no havien pogut ser frenats (llei Cornelia sumptuaria i Cornelia de sumptibus funerum).

### Les ciutats
La base de l'Estat era la ciutat. Les ciutats sotmeses conservaven la seva organització interna com estats independents, sense gaudir del dret de ciutadania d'un altre estat (en aquest cas de la ciutat estat de Roma), a qui sol devien les prestacions i tributs fixats; no tenien política exterior pròpia (havien de seguir estrictament la marcada per Roma, com fidels i submisos aliats).
Quan una ciutat estat independent adquiria el dret de ciutadania romana conservava la seva administració interior, però llavors la llei vigent era la mateixa vigent en la ciutat estat matriu, és a dir a Roma.

### La justícia a les ciutats
Així, a les ciutats amb ciutadania romana, i a les colònies, l'administració de justícia corresponia als pretors de Roma, i les obres públiques als censors. Els pretors de Roma, no podent acudir a tots els llocs, enviaven delegats (Praefectus) per als litigis urgents.
A les províncies el sistema era el mateix, però les autoritats de Roma eren allà les autoritats de la província; en les ciutats lliures que havien conservat les seves formes d'administració sobirana, la jurisdicció civil i criminal funcionava segons les normes locals i eren presidides per magistrats locals. Però quan l'acusat o acusats eren romans podia reclamar ser jutjats segons la Llei Itàlica. En les altres ciutats provincials que no disposaven d'organització autònoma, eren els magistrats romans els únics amb atribucions judicials.

### Organització dels municipis
L'extensió de la ciutadania va crear llavors centenars de nous ciutadans romans (tot Itàlia era de fet com una ciutat, una gran Roma). Però cada ciutat conservava les seves institucions interiors derivades de l'antic ordre i adaptades per ser bàsicament iguals a les de Roma, sovint sol amb canvis de nom. A aquestes ciutats se les va anomenar municipium.
L'organització polítics dels municipis era la següent:
- L'Assemblea del Poble, encarregada d'elegir els alts magistrats locals.
- El Consell (100 membres), anomenat Cúria, amb funcions de Senat local.
- Quatre jutges suprems (Quator Viri) dos dels quals són ordinaris (equivalents als cònsols i pretors).
- Dos jutges del Fòrum (que corresponien als edils curuls).
- Duumvirs, amb funcions censorials per cinc anys, vigilant els treballs del municipi.
- Qüestors, que administren els fons municipals.
- El Col·legi de Pontífexs municipals.
- El Col·legi d'àugurs municipals.

Els magistrats locals imposen la seva autoritat al municipi, igual que els de Roma ho fan en aquesta ciutat. Però no estan exempts d'obeir als magistrats romans. Així Roma pot imposar tributs sense tenir en compte els tributs d'ordre local imposats per les autoritats municipals, i aquestes poden imposar tributs independents dels de Roma. Els treballs i els serveis són ordenats indistintament per ambdós poders (els ordenats per les autoritats municipals sol poden realitzar-se en el mateix municipi). Quan existeix un conflicte, la Llei de Roma s'imposa. La jurisdicció judicial municipal era per als casos menors i als jutges de Roma corresponien els casos greus.
Les guerres a Itàlia, fins a la consolidació de Sul·la en el poder, havien provocat milers de morts (es creu que uns cinc-cents mil italians havien mort) i Itàlia s'havia buidat. A això havien contribuït també l'emigració, principalment de mercaders i Publicani, i en menys grau el reclutament que va portar a centenars de reclutes de guarnició a Hispània i altres llocs. Itàlia va quedar buida de joves. Alguns petits propietaris van emigrar també a la recerca d'altres terres on refer la seva fortuna.
A Itàlia van arribar per contra, alguns milers de provincials, però la majoria dels que van arribar eren el que s'ha convingut en anomenar paràsits, que tenien escassa contribució a l'economia productiva.
Els esclaus van augmentar a Itàlia. Es creu que la població lliure d'Itàlia era d'uns sis milions de persones, però que el nombre d'esclaus era potser el doble i almenys també de sis milions.